# Matuku (Fidschi)
Matuku ist eine Insel vulkanischen Ursprungs im Südwesten des Lau-Archipels im Pazifischen Ozean. Politisch gehört sie zur Eastern Division des Inselstaates Fidschi.

## Geographie
Matuku liegt in der so genannten Moala Group, einer Gruppe von drei Inseln, die den südwestlichen Bereich des Lau-Archipels bilden. Die Insel befindet sich dabei rund 40 km südwestlich von Totoya sowie 55 km südsüdwestlich von Moala und stellt somit die westlichste Insel der Lau-Inseln dar. Sie liegt – neben Moala – als einzige Insel des Archipels westlich des 180. Längengrades. Die nierenförmige Insel hat eine Länge von 8,5 km, eine Breite von bis zu 6,5 km und weist eine Fläche von etwa 57 km² auf. Sie bildet die Zentralinsel eines vergleichsweise jungen Atolls und ist bis auf vier Stellen vollständig von einem Korallenriff umsäumt. Die hügelige Insel ist bewaldet und erreicht im Korolevu eine Höhe von 385 m über dem Meer.

## Verwaltung
Matuku bildet einen der 13 traditionellen Distrikte (Fidschi: Tikina) der Provinz Lau und gliedert sich in die acht Dörfer (Koro) Yaroi und Natokalau im Norden, Qalikarua im Osten, Levukaidaku im Süden, sowie Andako, Makadro, Raviravi und Lomati im Westen. Hauptort der Insel ist Lomati am Matuku Harbour, einer gut schiffbaren Passage im Westen des Atolls.